# Parry Gripp
Pour les articles homonymes, voir Gripp.
Parry Gripp (né le 22 septembre 1967) est un auteur-compositeur-interprète ainsi que le guitariste et le chanteur du groupe de pop punk Nerf Herder.
En tant que compositeur, Parry Gripp est connu pour ses faux jingles, comme on peut en trouver dans son premier album solo de 2005, For Those About to Shop, We Salute You, un album-concept composé de 51 chansons dans lequel il imite divers styles de musique, dont des musiques de pub.
Actuellement, il publie chaque semaine une chanson sur son site web et sur sa chaîne YouTube. Il crée des chansons courtes en s'inspirant des mèmes d'Internet.
Parmi ses titres les plus connus figurent Do You Like Waffles?, Nom Nom Nom Nom Nom Nom Nom, Last Train to Awesometown, Spaghetti Cat (I weep for you), Hamster on a Piano (Eating Popcorn), I Am A Banana ou encore Baby Monkey (Going Backwards On A Pig).

## Discographie

### Avec Nerf Herder
- 1996 : Nerf Herder
- 2000 : How To Meet Girls
- 2002 : American Cheese
- 2008 : Nerf Herder IV
- 2016 : Rockingham

### Albums
- "For Those About to Shop, We Salute You" (2005)
- "One Donut a Day" (2007)
- "Do You Like Waffles" (2008)
- "Fuzzy Fuzzy Cute Cute: Volume 1" (2010)
- "This is My Ringtone" (2011)
- "Chip Rok Volume 1" (2011)
- "Fugly Volume 2" (forthcoming, expected release date 2012)
- "Mega Party" (2013)

## Liens Externes
- Site officiel
- Gripp YouTube channel